# 麻鱖
麻鱖為輻鰭魚綱鱸形目鱸亞目真鱸科的一種，為溫帶淡水魚，分布於亞洲中國淡水流域，體長可達40公分，棲息在底中層水域，生活習性不明。

## 擴展閱讀
維基物種上的相關：麻鱖